# Музыкальная акустика
Музыкальная акустика — раздел акустики, изучающий физические свойства музыкальных звуков. Как и общая акустика, музыкальная акустика — междисциплинарная наука. В своих исследованиях она привлекает данные и (частично) понятийный аппарат других наук, главным образом, математики, теории музыки и психологии.

## Краткая характеристика
Основной предмет музыкальной акустики — высота, динамика, тембр музыкальных (т. е. применяемых в музыке, эммелических) звуков, главным образом с точки зрения их восприятия слухом и воспроизведения (так называемого «интонирования») музыкантами-исполнителями. Особая и обширная область музыкально-акустических исследований — музыкальные строи и темперации (в историческом и теоретическом аспектах).
Теоретики музыки (Г. Риман, П. Хиндемит) использовали данные музыкальной акустики для построения «естественно-научных» концепций музыки, а физики и психологи (Г. Гельмгольц, К. Штумпф, В. Кёлер) — для создания «физиологических» концепций музыкального восприятия. В России вклад в музыкальную акустику внесли Н. А. Гарбузов (автор «зонной теории» музыкального слуха), А. А. Володин, Е. В. Назайкинский. Крупнейшие исследователи музыкальных строёв и темпераций на Западе — М. Барбур, М. Линдли, Р. Раш. В последнее время появились междисциплинарные исследования, авторы которых связывают акустические характеристики помещений с историей архитектуры и бытования музыки, например, Э. Чирилло и Ф. Мартеллотта, исследовавшие с этой точки зрения более 30 всемирно известных итальянских храмов разных эпох. 
Данные музыкально-акустических исследований широко применяются на практике, особенно в воспитании слуха и образовании музыкантов-исполнителей, в конструировании и настройке музыкальных инструментов (например, для реконструкции старинных инструментов и изготовления их современных копий, применяемых в аутентичном исполнительстве), в организации современной звукозаписи (в т. ч. оснащение аудиостудии), в технике композиции электронной музыки, в строительстве театров, концертных залов и других помещений, предполагающих естественное и приятное распространение звука (в разговорной речи — «хорошую акустику»), и т. д.